# BSN柏崎放送局
BSN柏崎放送局（ビーエスエヌかしわざきほうそうきょく）は、新潟県柏崎市にある新潟放送の中波放送中継局である。

## 概要
当中継局は、柏崎市北園町21番地の鴨池公園に置かれ、柏崎刈羽地域の広範囲に電波を発射している。尚、NHK新潟放送局のラジオ中継局についてはNHK柏崎ラジオ中継放送所を、柏崎市内の基幹テレビ中継局については柏崎高柳テレビ中継局をそれぞれ参照の事。
新潟放送は2023年11月1日、Radiko及びFM補完放送が普及したため、本局を、2024年2月5日から9月1日まで停波すると発表した。運用休止明け後の1062kHzの聴かれ方によっては廃止することもあり得るという。

## 中継局概要
| 放送局名    | 周波数   | 空中線電力 | 放送対象地域 | 放送区域内世帯数 |
| BSN新潟放送 | 1062 kHz | 100 W      | 新潟県       | 約-世帯          |